# Una famiglia quasi perfetta (romanzo)
Una famiglia quasi perfetta, titolo originale Daughter, è il romanzo d'esordio del medico inglese Jane Shemilt. Il romanzo è stato pubblicato per la prima volta nel 2014 nel Regno Unito mentre la Newton Compton lo ha pubblicato in Italia nel 2015 inserendolo nella collana Gli insuperabili GOLD. È stato introdotto nella classifica dei 100 migliori libri del 2014 secondo il Sunday Times, ed è stato tradotto in 14 lingue in tutto il mondo.
(Jenny)

## Trama
Jenny, medico di successo, è sposata con Ted Malcom, un famoso neurochirurgo. Vivono a Bristol insieme ai loro tre figli adolescenti: Naomi e i due gemelli Theo e Ed. Naomi segue un corso di teatro e un giorno dice alla madre che avendo una cena con tutta la troupe dopo lo spettacolo sarebbe tornata intorno alla mezzanotte accompagnata da Shania, la mamma della sua migliore amica Nikita. Non va però tutto secondo i piani, Jenny svegliatasi nel cuore della notte e notando l'assenza di Naomi decide di aspettare il ritorno di Ted. Grazie a una chiamata a Shania scoprono che in realtà quella sera dopo lo spettacolo non c'era stata nessuna cena. Naomi aveva rivelato a Nikita di aver conosciuto un tipo affascinante e che si sarebbe dovuta incontrare con lui.
Le indagini portano la polizia nel cottage di famiglia nel Dorset. Lì Naomi aveva recentemente passato del tempo con qualcuno, ora c'era solo da scoprire chi. Jenny passa un periodo di smarrimento nel quale si sente improvvisamente abbandonata da tutti, non sente la sua famiglia vicina, trova appagamento solo nel suo lavoro. 
Durante un sopralluogo in casa gli agenti trovano il diario di Naomi, lì dentro vi si trovano alcune lettere posizionate in modo casuale. Dopo averlo studiato, il commissario Michael Kopje scopre che la lettera "J" nel diario stava ad indicare il nome "James". James è un compagno di classe di Naomi, e grazie al suo interrogatorio il caso cambia radicalmente rotta; James dichiara che lui e Naomi sono fidanzati da mesi, da 10 settimane aspettano un bambino del quale lei vuole liberarsi. James rivela che la sera della scomparsa Naomi si sarebbe dovuta vedere con un uomo che lui non aveva mai conosciuto. Michael chiede di interrogare anche Ted. Il suo alibi per la sera del rapimento non è stato confermato dall'ospedale, lui quella sera non doveva fare nessuna operazione, la verità è che si trovava con Beth, un'infermiera con cui ha una relazione extraconiugale; quella sera qualcuno aveva appiccato un incendio all'appartamento di Beth, ecco perché Ted tornò a casa in ritardo.
Un giorno Jenny entra nella camera di Ed per fare delle pulizie, vede sul comodino una pila ordinata di pezzi da dieci e da venti, forse trecento sterline in tutto, di cui non conosce la provenienza visto che la paghetta ai ragazzi viene addebitata direttamente sul conto bancario. Ed alle domande accusatorie della madre risponde prontamente che quei soldi fanno parte di un fondo cassa per una kermesse di canottaggio a cui deve partecipare con la scuola. Il pomeriggio della gara Ed lascia il materiale per il canottaggio a casa, Jenny chiama allora la scuola e viene a sapere dal professore di educazione fisica che nel trimestre in corso canottaggio non è una delle attività previste. La svolta si presenta quando nel mettere a posto un paio di calzini di Ed Jenny scopre una fialetta di vetro. Appena Ed torna da scuola Jenny gli alza immediatamente le maniche della felpa, le braccia di Ed sono piene di tagli e di segni vecchi e freschi procurati da siringhe manovrate da mani inesperte; la confessione è stata un trauma per Jenny, suo figlio assume ketamina e si procura i soldi rubando i farmaci dalla sua borsa.
Passano tredici mesi nei quali ogni componente della famiglia prende strade diverse: Ed cerca di sconfiggere la sua dipendenza entrando in una comunità, Theo si trasferisce negli Stati Uniti per un corso professionale di fotografia, Jenny e Ted visti gli evidenti problemi di coppia si separano restando in ottimi rapporti, di Naomi invece nessuna novità. Jenny si trova nel suo cottage e, dopo aver passato il Natale con Ed e Theo, aspetta Ted per festeggiare il capodanno. La notte della vigilia Ted, febbricitante, durante il sonno inizia a farfugliare delle frasi che rimandano chiaramente a Naomi, vuole prendersi tutte le colpe per quello che è successo. Qualche giorno dopo Ted decide di rivelare tutto. Lui è a conoscenza del fatto che Naomi assume ketamina. Naomi passando un periodo nel laboratorio di Ted aveva il compito di registrare i farmaci e uno di questi era la ketamina utilizzata per anestetizzare i ratti, un giorno però fu scoperta a ordinare dosi maggiori per poi poter rimpiazzare facilmente quelle che rubava. Promise che quelle dosi non erano per lei e che le aveva prese per degli amici, Ted si fidò decidendo di non dire niente a Jenny per non creare agitazione, era convinto si trattasse di un caso isolato. Jenny chiama immediatamente Michael per aggiornarlo. Michael porta con sé una lista dei tossici di ketamina della nazione per farla analizzare a Jenny e Ted; un nome spicca tra tutti sotto gli occhi della coppia, è quello di Yoska Jones.
Yoska è una vecchia conoscenza di Ted, è un componente della famiglia di una bambina che nell'estate del 2009, per un errore durante un'operazione chirurgica alla spina dorsale, rimase paralizzata. La responsabilità dell'accaduto fu data a Ted, Yoska e la sua famiglia provarono a portarlo in tribunale, ma senza alcun successo. Proprio in quel periodo Naomi lavorava nell'ospedale con il padre, probabilmente in quell'occasione aveva conosciuto Yoska. L'incendio alla casa di Beth potrebbe essere stato un modo per allontanare Ted da casa e favorire la fuga con Naomi. Michael interroga allora anche Ed, anche lui infatti conosce Yoska, era il suo fornitore di fiducia.
Dopo pochi giorni e diverse indagini della polizia le ipotesi mosse su Yoska Jones si dimostrano fondate, è lui il rapinatore. Gli agenti però non riescono ad evitare uno scontro a fuoco nel quale Yoska rimane purtroppo ucciso. Dopo diversi interrogatori Jenny viene a conoscenza della morte di Naomi che mesi fa a causa di un'infezione presa durante il parto ha perso la vita insieme al bambino che aveva in grembo.
Jenny decide di andare lo stesso in Galles per trovare il corpo di sua figlia. Lì, in una roulotte che sta per partire, vede una donna chiamare una ragazza di nome Carys, è Naomi, ne è sicura. Ha i capelli completamente rasati e tinti di rosso, un tatuaggio intorno al collo e una bimba di pochi mesi in braccio; si scambiano uno sguardo fugace, ma ormai è troppo tardi.

## Personaggi principali
- Naomi Malcom: la figlia scomparsa
- Theo Malcom e Ed Malcom: i figli gemelli
- Ted Malcom: il marito di Jenny
- Jenny: la protagonista
- Michael Kopje: l'agente di polizia che si occupa del caso
- Yoska Jones: il rapitore di Naomi

## Personaggi secondari
- Nikita: l'amica del cuore di Naomi
- Shania: la mamma di Nikita
- Steve Wareham - Sue Dunning: i colleghi di Michael Kopje
- Jade Price: la paziente di Jenny malata di leucemia
- Bertie: il cane di famiglia
- Jeff Price: il padre di Jade
- Mary: l'anziana signora che Jenny conosce nel Dorset
- Dan: il nipote di Mary
- Sophie: la fidanzata di Ed
- Sam: il fidanzato di Theo
- Beth: l'amante di Ted
- Saskia: la sorella di Yoska

## Analisi
La narrazione si svolge in due archi spaziali e temporali: il passato sarebbe il 2009, anno della scomparsa di Naomi, ed è ambientato a Bristol; mentre il presente è svolto nel Dorset ed è basato tra gli ultimi mesi del 2010 e i primi del 2011, anno successivo al rapimento. In tutti e due i casi la storia è raccontata in prima persona da Jenny che utilizza sia il passato che il presente.

## Edizioni
- Jane Shemilt, Una famiglia quasi perfetta, Roma, Newton Compton, 2015.